# Eusebi Bona
Eusebi Bona i Puig (Bagur, Gerona, 1890 - Barcelona, 12 de octubre de 1972) fue un arquitecto español. Adscrito al novecentismo, fue representante de la versión más académica de este estilo, dentro de una línea clasicista anclada en la tradición.

## Biografía

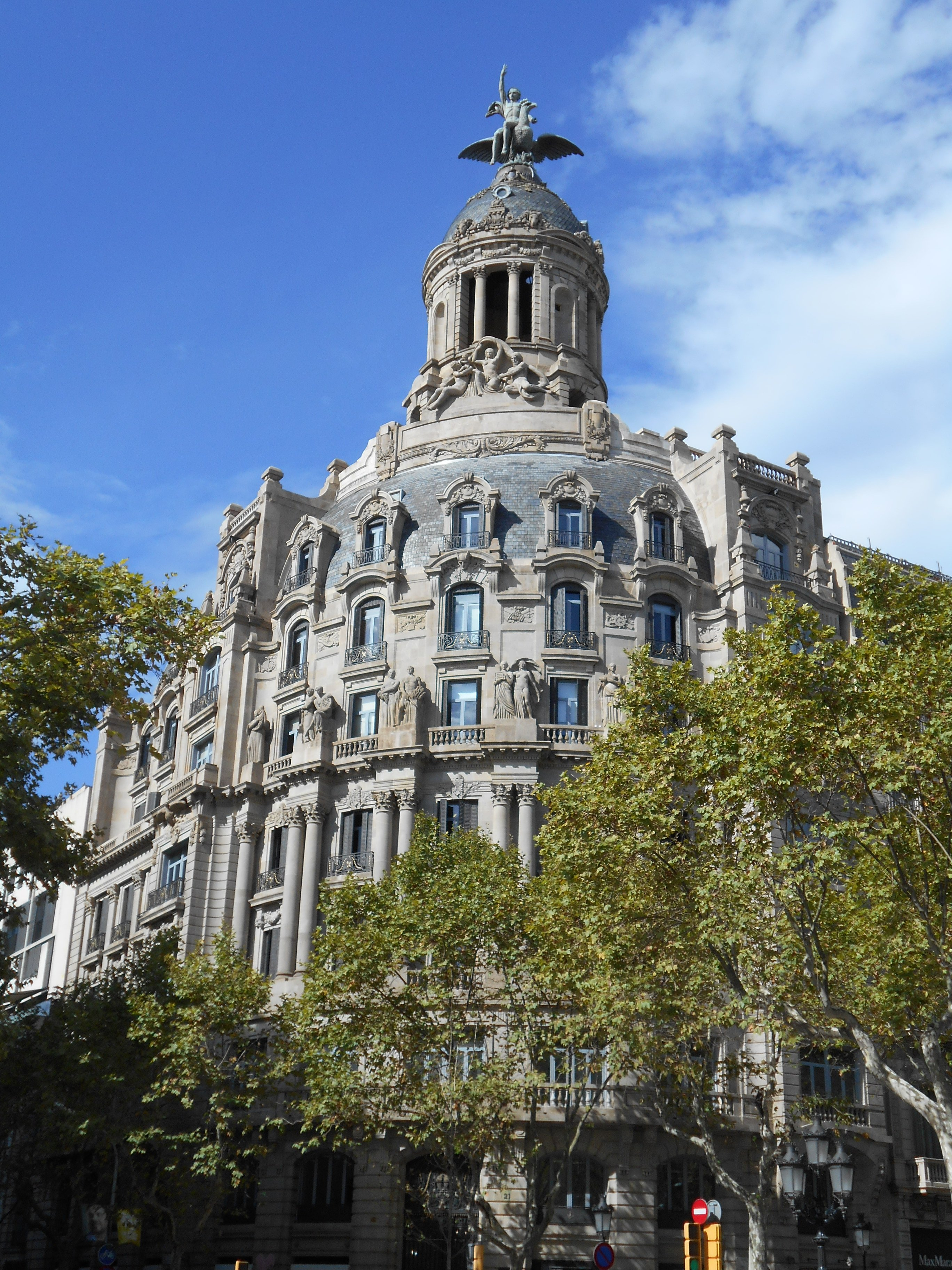
Edificio de la Unión y el Fénix Español (1927-1931).

Titulado en 1915, fue catedrático de la Escuela de Arquitectura de Barcelona (1922-1960).
Entre 1919 y 1924 fue autor de la remodelación del Palacio Real de Pedralbes, junto con Francesc Nebot. Había sido residencia del conde Eusebi Güell, el cual había construido un palacete de aire caribeño, proyectado por Joan Martorell, mientras que Antoni Gaudí se encargó del muro de cerca y los pabellones de portería. En 1918 Güell cedió la casa y parte de los jardines a la Corona, por lo que se acometió una nueva remodelación para convertirla en Palacio Real. Está formado por un cuerpo central de cuatro plantas, con una capilla en la parte posterior, y dos alas laterales de tres plantas que se abren en curva a la fachada principal. La fachada exterior es de estilo novecentista con inspiración neopalladiana, con porches de columnas toscanas, aberturas de arco de medio punto con medallones intercalados y jarrones coronando la construcción. El interior contiene una diversa mezcla de estilos, tanto en decoración como en mobiliario, que van desde el estilo Luis XIV hasta los estilos más contemporáneos. Los jardines fueron diseñados por Nicolau Maria Rubió i Tudurí.
Entre 1927 y 1931 construyó el edificio de La Unión y el Fénix Español, en el paseo de Gracia, una obra monumentalista de influencia beauxartiana. Al situarse en un chaflán, su cuerpo central tiene forma semicircular, con un conjunto de columnas pareadas de orden corintio en los pisos principales, coronadas por esculturas de Frederic Marès, mientras que en el remate del edificio situó una gran cúpula sobre tambor culminada por una estatua del rapto de Ganimedes por Zeus, obra de René de Saint-Marceaux.

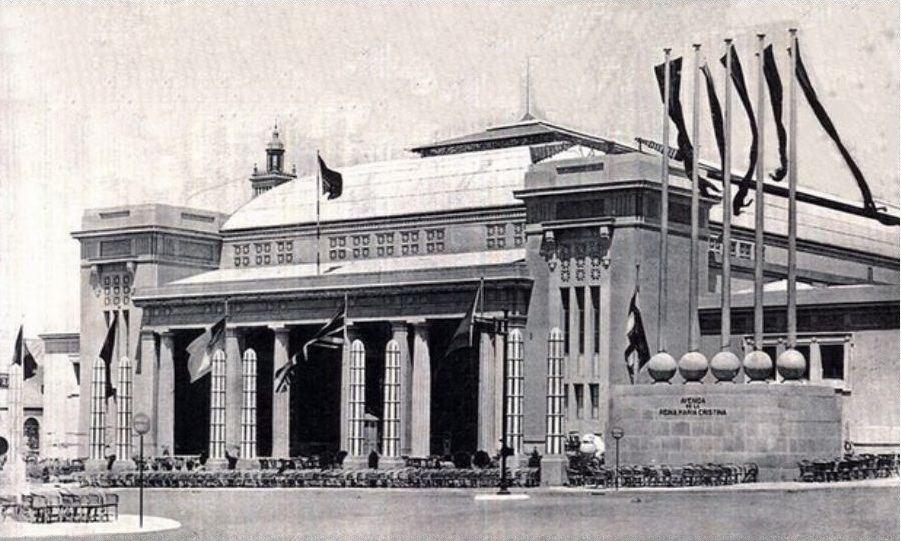
Palacio de Proyecciones (1929).

Para la para la Exposición Internacional de Barcelona de 1929 construyó el Palacio de Proyecciones, con Francisco Aznar. Se encontraba entre la avenida de la Reina María Cristina, la avenida Rius i Taulet y la plaza del Universo. Con una superficie de 10 000 m², tenía dos plantas, la principal con una gran sala de espectáculos, con escenario y cabina para la proyección de películas, y diversas salas de exposiciones. Del edificio destacaba la fachada, de estilo clásico y monumental, con decoración escultórica de Joan Pueyo: cuatro grupos de cariátides con bisontes, cuatro grupos de esfinges y dos fuentes, realizados en piedra artificial. Derribado tras la Exposición, en su lugar se construyó el actual Palacio de Congresos. Para la misma Exposición construyó el Pabellón de la Compañía Hispano-Suiza, situado en el mirador frente al Palacio Nacional.
En 1931 recibió una mención del Concurso anual de edificios artísticos otorgado por el Ayuntamiento de Barcelona por el edificio de la calle Alí Bey 11.
Entre 1942 y 1947 proyectó el edificio del Banco Español de Crédito, en la plaza de Cataluña —donde sustituyó al Hotel Colón—, dentro del estilo monumentalista propio de la posguerra, en consonancia con la adyacente Casa Pich i Pon, de Josep Puig i Cadafalch. Presenta un cuerpo central en forma de torre, con aberturas de ornamentación abarrocada y esculturas decorativas de Frederic Marès.
Otras obras suyas son: el edificio de Correos y Telégrafos de Gerona (1916-1920), con Enric Catà; el edificio Frare Negre, en la calle Balmes 429-445 (1940); el edificio comercial Pirelli, en la Gran Vía de las Cortes Catalanas 612-614 (1948); el edificio comercial Nestlé, en la calle Aragón 242-248 (1952); y el edificio de la ETSAB, en la avenida Diagonal 649 (1961-1962), realizado con Pelayo Martínez y Josep Maria Segarra i Solsona.